# 劉雨卿
劉雨卿（1892年—1970年12月8日），字獻廷，生於四川三台縣南鄉，中華民國陸軍中將，曾任集團軍副總司令。

## 生平
1912年加入川軍。
二二八事件時，受國民政府主席蔣中正之命，率領國民革命軍整編第二十一師至台灣鎮壓。完成鎮壓任務後，劉雨卿隨21師回到中國大陸，接受美軍武器整補後，投入國共內戰。整編第21師在國共內戰中，遭共軍多次擊敗，劉雨卿推薦王克俊接替他的師長職位。
1948年，劉雨卿接任重慶警備司令。
1949年5月，整編21師在上海戰役中，遭第三野戰軍第10兵團中第31軍殲滅，王克俊陣前逃亡。王克俊至四川重組第21師，但在中國人民解放軍進入四川時，於四川大邑率21師叛變，投降中共。劉雨卿跟隨國民政府撤退到台灣，任職國防部中將參議。
1969年，遞補國民大會代表。
1970年12月8日，劉雨卿在台北市過世。